# Stabkarte

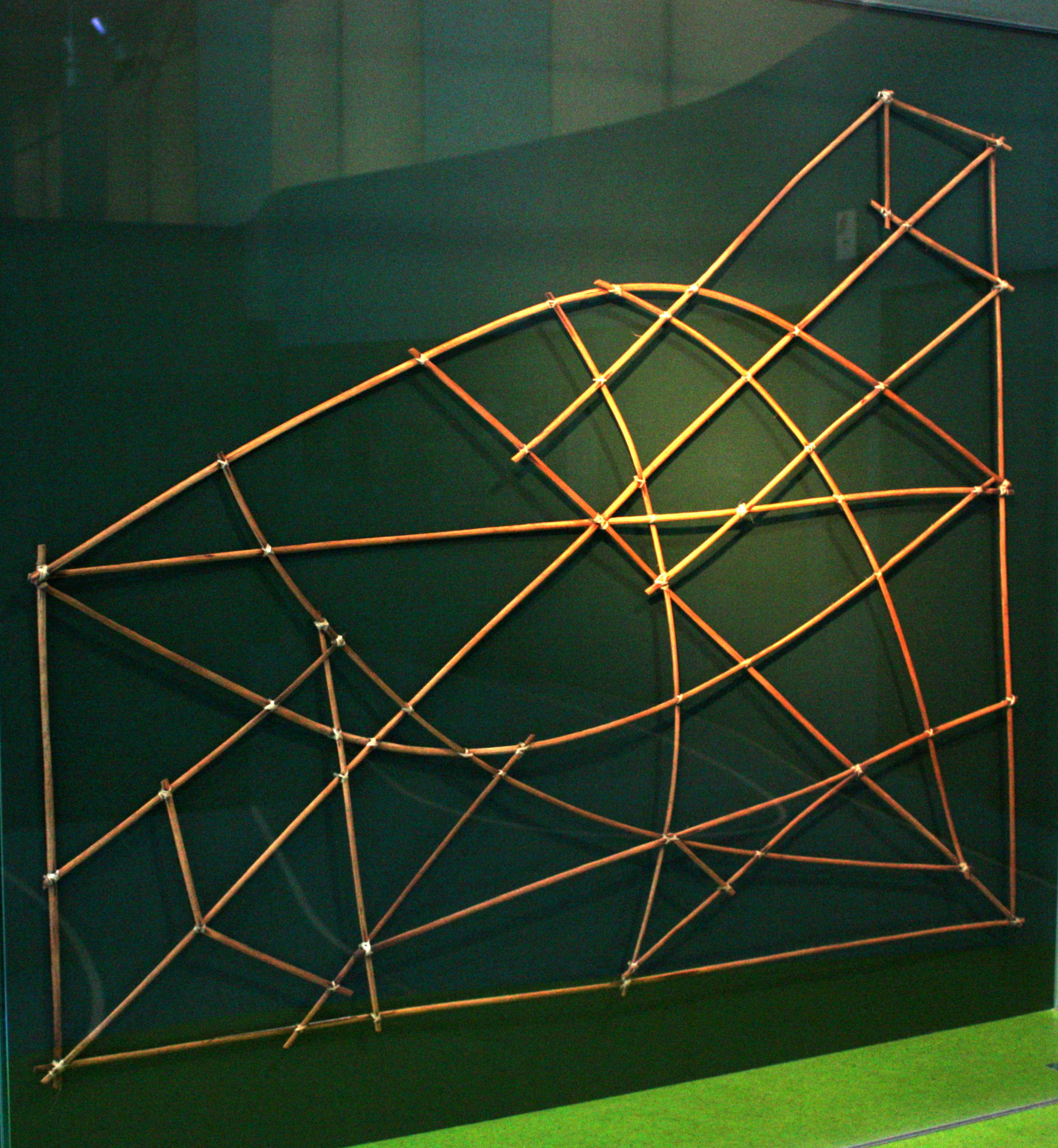
Stabkarte – im Überseemuseum Bremen

Eine Stabkarte ist eine Seekarte, die im Bereich der Marshallinseln in Mikronesien benutzt wurde. Stabkarten dienten vor der Fahrt als Gedächtnisstütze und Orientierungshilfe über die zwischen den Atollen anzutreffenden Wellenformationen, Wind- und Wasserströmungen. Auf See wurden Stabkarten nicht verwendet.
Eine Stabkarte ist im unteren Teil des Siegels der Marshallinseln dargestellt.

## Gestaltung
Eine Stabkarte besteht aus einem Gitterwerk aus Kokosblattrippen, die mit Kokosschnüren verbunden sind. Bei den Übersichtskarten sind kleine Kaurischnecken an die Stäbe gebunden, die die Atolle repräsentieren.

## Arten von Stabkarten
Es gab drei Arten von Stabkarten:
- rebbelib: Übersichtskarten, die große Teile der Inselketten abdeckten;
- meddo: Karten über die Lage bestimmter Inseln und der zwischen ihnen anzutreffenden Eigenheiten der See;[2]
- mattang: abstrakte Karten ohne Bezug auf konkrete Inseln, die der Ausbildung dienten.

## Funktionsweise
Die Stabkarten wurden nicht auf See, sondern nur an Land für die Ausbildung der Navigatoren und als deren Gedächtnisstütze verwendet. Sie sind keine Seekarten im „westlichen“ Sinn. Sie dienten nicht der Bestimmung der gegenwärtigen Position, sondern sollten dem Navigator zeigen, wie er sein Ziel erreichen kann.
Sie zeigen mit kleineren und gebogenen Stäben die Dünungen um die Inseln, wie sie von den Inseln gebogen, abgelenkt und reflektiert werden, Kabbelungen, d. h. durch das Aufeinandertreffen verschiedener Dünungen verursachte Bereiche unruhiger See, und mit längeren Stäben die Fahrtrichtung zu den mit den Muscheln markierten Inseln an.
Die Stabkarte ließ sich in vollem Umfang nur von dem interpretieren, der sie angefertigt hatte bzw. in sie eingewiesen worden war.

## Navigation auf den Marshallinseln
Navigation war in den Marshallinseln wie allgemein in Ozeanien einigen wenigen, besonders ausgebildeten und geprüften Navigatoren vorbehalten, die ihre von Kindheit an erfahrenen und erlernten Kenntnisse wie ein großes Geheimnis hüteten und nur an ihre Schüler weitergaben. Fahrten zu anderen Atollen wurden daher in Gruppen von mehreren Schiffen unternommen, die vom Inselkönig geführt wurden, der oft selbst Navigator war oder sich von einem Navigator assistieren ließ.
Während die Navigation in den weiter westlich gelegenen Karolinen und die polynesische Navigation zu einem erheblichen Teil von den mündlich überlieferten, umfangreichen astronomischen Kenntnissen bestimmt wurde, beruhte die Navigation zwischen den Atollen der Marshallinseln in erster Linie auf der Kenntnis der dort anzutreffenden, gleichbleibenden Dünungen, die zwar durch die von örtlichen Winden und Stürmen erzeugten Wellen überlagert, aber in der Regel nicht vollständig verdeckt werden. Die Navigatoren hatten wenigstens zehn Ausdrücke, um die Besonderheiten einer Dünung zu kennzeichnen. Ihre Kunst bestand darin, die jeweilige Dünung zu erkennen bzw. aus den Bewegungen ihrer Schiffe zu erfühlen und daraus Schlüsse über den einzuschlagenden Kurs abzuleiten. Dieser Kurs bestand nicht notwendigerweise in einer geraden Linie zwischen A und B, sondern war von der Dünung bestimmt, z. B. von der Notwendigkeit, immer auf dem Grat zweier sich überschneidender Dünungen entlangzufahren, um das Ziel direkt zu erreichen. Auch wer vom Kurs abgekommen und zeitweise die Orientierung verloren hatte, konnte aufgrund dieser Kenntnisse und der Beobachtung der örtlichen Verhältnisse meist wieder auf den richtigen Weg kommen.

## Geschichte

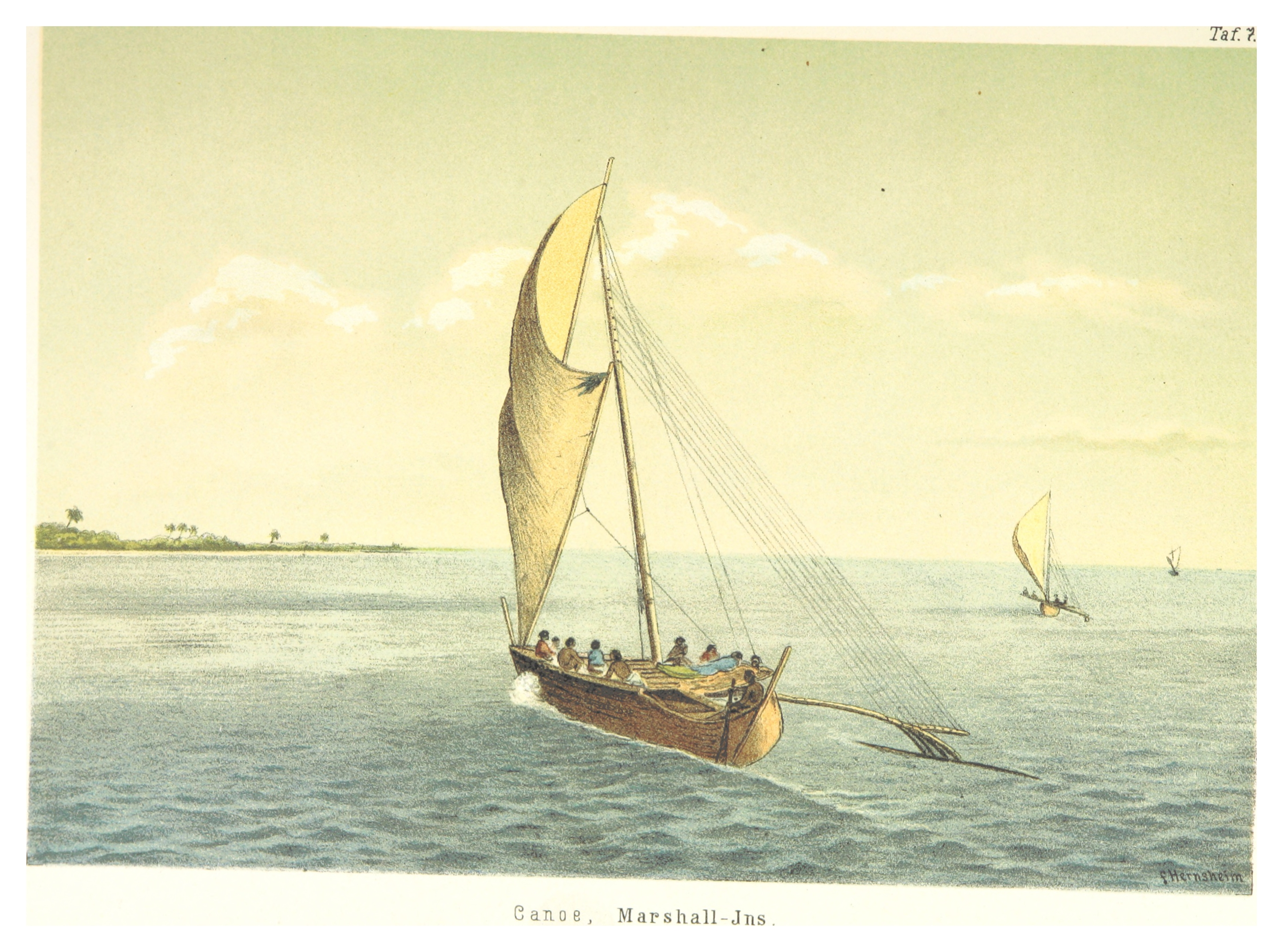
Auslegerkanu der Marshallinseln, ca. 1883

Europäische Seefahrer waren schon früh von den nautischen Fähigkeiten der ozeanischen Bevölkerung beeindruckt. So ließ sich James Cook auf seiner ersten Südseereise von dem Tahitianer Tupaia über die polynesische Inselwelt informieren und bezüglich der Kurse seiner weiteren Reise beraten. Allerdings versuchte lange Zeit niemand, die Grundlagen dieser Kenntnisse zu erforschen. Die Existenz von Stabkarten wurde erstmals 1862 von einem örtlichen Missionar mitgeteilt, ohne allerdings ihren Sinn erläutern zu können. Erst Korvettenkapitän Winkler, der mit der Bussard 1896 und 1897 die Marshallinseln besuchte, bemühte sich, die Hintergründe der Stabkarten in Erfahrung zu bringen und veröffentlichte den ersten, grundlegenden Bericht über ihren Inhalt und die ihnen zugrundeliegende Navigation.
Er stieß dabei zunächst auf die strengen Geheimhaltungsregeln. Nähere Informationen konnte er erst durch die Unterstützung des Kapitäns Keßler erlangen, der seit Jahren in dem Gebiet tätig war, die Sprache beherrschte, mit den örtlichen Stammesführern befreundet war und mit einem sogar ein Bruderverhältnis hatte. Da dieser seinem Bruder nichts abschlagen durfte, gab er seine Kenntnisse preis. Erst aufgrund dieser Verbindung gelang es Winkler, Navigatoren zu weiteren Auskünften zu bewegen.
Winkler warnte schon damals, dass nur noch wenige Menschen darüber Auskunft geben könnten, da die Marshall-Insulaner größere Fahrten bereits in Booten europäischer Bauart nach dem Kompass und dem Log und den vom Deutschen Reich herausgegebenen Seekarten durchführten, die alten Kenntnisse aber nicht mehr gelehrt würden und rasch in Vergessenheit gerieten.
Im Lauf des 20. Jahrhunderts setzte sich der Trend verstärkt fort. Die einheimischen, handwerklich gebauten Boote wurden von „westlichen“ Schiffen verdrängt und kaum jemand wollte noch die Mühen einer langen traditionellen nautischen Ausbildung auf sich nehmen. Die der Stabkarte zugrundeliegenden Kenntnisse sind deshalb weitgehend verloren gegangen. Heute werden Stabkarten praktisch nur noch zum Verkauf an Touristen angefertigt.

## Wiederbelebung
Ben Finney wollte Ende der 1950er Jahre als Anthropologie-Student an der University of Hawaiʻi die damals verbreitete Theorie widerlegen, dass Polynesien mit den von der einheimischen Bevölkerung verwendeten Booten und ihren unzureichenden Navigationsmethoden nicht gezielt besiedelt werden konnte. Seine Aktivitäten führten 1973 zur Gründung der Polynesian Voyaging Society, die die Hōkūleʻa baute, eine Replik traditioneller polynesischer Zweimast-Segelkatamarane.
Die Hōkūleʻa fuhr 1976 nur mit polynesischen Navigationsmethoden von Hawaii nach Tahiti. Dies war nur möglich, weil Mau Piailug, ein Navigator von der Insel Satawal in den Karolinen, als einziger der sechs noch lebenden Navigatoren bereit war, seine Kenntnisse und Fähigkeiten entgegen den traditionellen Geheimhaltungsregeln für die Reise zur Verfügung zu stellen und dabei weitere Personen einzuweisen. Dazu gehörte Nainoa Thompson, der als sein Schüler auf einigen der weiteren Reisen der Hōkūleʻa navigierte und 2007 zusammen mit vier anderen Hawaiianern von Mau Piailug auf Satawi zum Navigator ernannt wurde. Am Bau des Schiffes und an seiner ersten Reise war auch David Henry Lewis beteiligt, ein in Rarotonga aufgewachsener Segler, Abenteurer, Mediziner, Erforscher polynesischer Seefahrtsmethoden und Autor des 1972 erstmals veröffentlichten Buches We, the Navigators, der Mau Piailug mit dem südlichen Sternenhimmel vertraut machen konnte. Seit 1976 hat die Hōkūleʻa zahlreiche ausgedehnte Reisen in Polynesien und im weiteren Pazifik bis an die US-Westküste und nach Japan durchgeführt. Dabei besuchte sie 2007 auch Satawal und Majuro in den Marshallinseln. Seit 2014 ist die Hōkūleʻa auf einer großen Reise, die sie westwärts einmal um die Welt führen soll.
Auf den Marshallinseln war das abgelegene Rongelap-Atoll der letzte Ort gewesen, an dem Navigatoren ausgebildet und ernannt wurden, bis 1954 die amerikanischen Wasserstoffbombenversuche auf dem benachbarten Bikini-Atoll dem ein Ende setzten. Korent Joel, der später Frachtschiffkapitän wurde, war dort als Junge ausgebildet worden, konnte aber seine Prüfung deshalb nicht mehr ablegen. Nachdem der letzte Navigator der Marshallinseln 2003 verstorben war, wurde Korent Joel ausnahmsweise erlaubt, seine Kenntnisse an seinen jüngeren Vetter Alson Kelen weiterzugeben und ihn auszubilden. Dieser hatte 1986 als Schüler in Honolulu die Rückkehr der Hōkūleʻa aus Neuseeland erlebt. Beide träumten davon, das Segeln auf den Marshallinseln in ähnlicher Weise wiederzubeleben, um dadurch das Wissen um die Wellennavigation überliefern zu können, und baten Ben Finney um Rat. Da dieser kurz vor der Emeritierung stand, schlug er seinem Doktoranden Joseph Genz vor, den Kontakt mit Korent Joel aufzunehmen.
Nach langer Vorbereitung gelang es Genz, die Mittel einzuwerben, um die Fahrt eines nur mit Wellennavigation gesteuerten traditionellen Segelbootes von einem nachfolgenden Motorschiff wissenschaftlich dokumentieren zu lassen. Korent Joel konnte die Reise wegen einer Beinverletzung nicht unternehmen und empfahl deshalb Alson Kelen, der inzwischen in Majuro eine kleine gemeinnützige Schule gegründet hatte, um Jugendliche der Marshallinseln in traditionellem Bootsbau und Segeln zu unterrichten. Schließlich fuhr Alson Kelen 2015 mit dem in seiner Schule gebauten Auslegerkanu Jitdam Kapeel von Majuro aus nachts und in einem stärker gewordenen Wind zu dem 70 Seemeilen (≈ 130 km) entfernten Aur-Atoll, gefolgt von einem Motorschiff mit dem Anthropologen Genz, John Huth, einem auf elektromagnetische Wellen spezialisierten Harvard-Physiker und Gerbrant van Vledder, Ozeanograph an der Technischen Universität Delft, dem niederländischen Zentrum für Wellenkunde. Nach der zielsicheren Ankunft auf Aur wurden sie mit einem großen Empfang begrüßt, bei dem der Dorfälteste betonte, dass die Kinder noch nie ein Segelkanu gesehen hätten und die Inselbewohner ihren Bau wieder lernen wollten, da sie kaum in der Lage wären, das Benzin für eine Fahrt nach Majuro zu bezahlen. Alson Kelen führte auch die nächtliche Rückfahrt nach Majuro problemlos und zielsicher durch. Die spätere Auswertung der Daten ergab, dass er auf beiden Strecken nicht geradeaus gefahren war, sondern trotz Wind und örtlichen Wellen exakt den Biegungen der Dünung zwischen den Inseln gefolgt war.